# Synagoga wojskowa w Warszawie
Synagoga wojskowa w Warszawie – zburzona synagoga znajdująca się w Warszawie przy ulicy Jagiellońskiej 42.
Synagoga została zbudowana w 1938 r. Jej uroczysta poświęcenie nastąpiło 4 grudnia 1938 r. i dokonał go Naczelny Rabin Wojsk Polskich Baruch Steinberg przy asyście rabinów wojskowych i rabina prof. Mojżesza Schorra. Modlitwy odśpiewali kantorzy Mosze Kusewicki i Jakub Lichterman. W uroczystościach brali także udział zaproszeni goście: Maurycy Mayzel, Adam Czerniaków, Majer Bałaban, Jakub Trockenheim, Zdzisław Żmigryder-Konopka, adw. Hasfeld, B. Dawidowicz, M. Lichtenbaum, Ł. Łabędź, H. Tempel, P. Wasserman, płk dr Krawczyk, szef Biura Wyznań Niekatolickich dyr. D. Lachowski. 
Służyła żydom odbywającym służbę wojskową w garnizonie warszawskim. Podczas II wojny światowej została zburzona przez Niemców. Po wojnie nie została odbudowana.